# Tertius Losper
Pas d'image ? Cliquez ici

a Compétitions nationales et continentales officielles uniquement.

b Matchs officiels uniquement.
Dernière mise à jour le 3 décembre 2021.
Tertius Claude Losper, né le 22 novembre 1985 à Windhoek en Sud-Ouest africain, est un joueur de rugby à XV namibien. Il joue avec l'équipe de Namibie, évoluant au poste d'arrière. Il mesure 1,85 m et pèse 88 kg. 
Il fait partie de la sélection de Namibie sélectionnée pour la Coupe du monde 2007 en France.

## Équipe de Namibie
- 10 sélections avec l'équipe de Namibie
- 6 transformations, 4 pénalités
- 24 points
- 1er test match le 26 mai 2007 contre la Zambie
- Sélections par année : 7 en 2007, 1 en 2008 et 2 en 2011.

Coupe du monde: 
- 2007 (2 matchs (Irlande, France), 1 transformation, 2 points).
- 2011 (1 match (Pays de Galles).